# University of Alabama in Huntsville

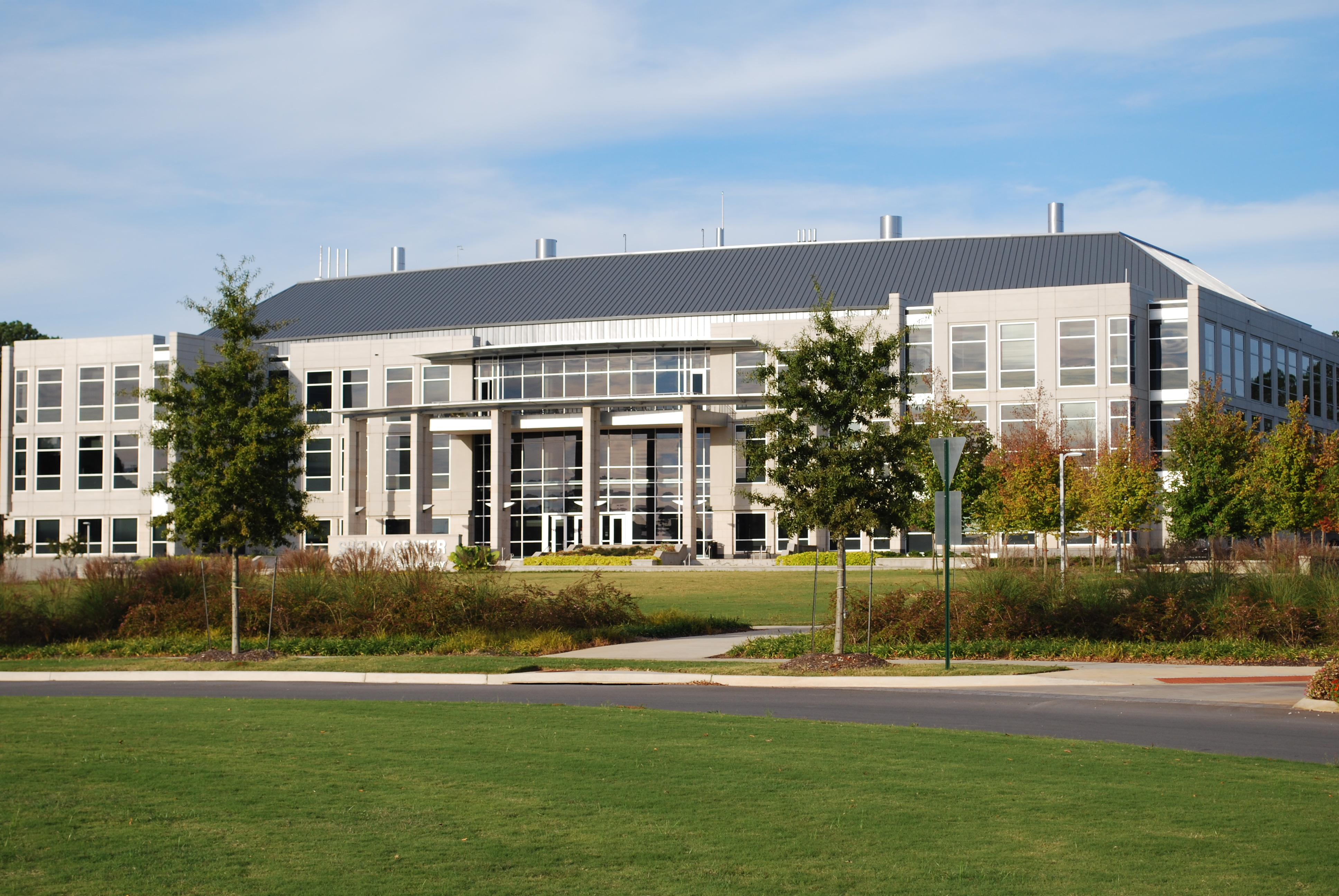
Shelby Center of Science and Technology

Die University of Alabama in Huntsville (auch UAH genannt) ist eine staatliche Universität in Huntsville im US-Bundesstaat Alabama. Sie wurde 1950 gegründet und ist Teil des University of Alabama Systems. Die Hochschule ist besonders bekannt für ihre Forschung und Lehre in den Bereichen Astrophysik und Atmosphäre.

## Zahlen zu den Studierenden
Im Herbst 2020 waren 9.999 Studierende an der UAH eingeschrieben. Davon strebten 8.027 (80,3 %) ihren ersten Studienabschluss an, sie waren also undergraduates. Von diesen waren 41 % weiblich und 59 % männlich; 4 % bezeichneten sich als asiatisch, 9 % als schwarz/afroamerikanisch, 6 % als Hispanic/Latino und 71 % als weiß. 1.972 (19,7 %) arbeiteten auf einen weiteren Abschluss hin, sie waren graduates.
2011 waren es 7.629 Studierende gewesen.

## Geschichte
Die Hochschule entstand 1950, zunächst als Teil der University of Alabama, und erlangte 1969 einen autonomen Status. Die UAH ist eine sogenannte Space Grant University, sie profitierte also von der 1988 beschlossenen Förderung der Raumfahrt. Dazu arbeitet die UHA mit dem ebenfalls in Huntsville angesiedelten Marshall Space Flight Center zusammen.

### Präsidenten
Die Präsidenten der Hochschule waren Benjamin Graves (1970–1978), John C. Wright (1978–1988), Louis Padulo (1988–1990), Joseph C. Moquin (Interim 1990–1991), Frank Franz (1991–2007), David B. Williams (2007–2011), Dr. Malcolm Portera (Interim 2011–2011), Robert A. Altenkirch (2011–2019), Darren Dawson (2019–2021) und Charles L. Karr (ab 2021).

### Amoklauf im Februar 2010
Am 12. Februar 2010 um 16:00 Uhr CST eröffnete die Dozentin Dr. Amy Bishop während eines Treffens des Fachbereichs Biologie im Shelby Center for Science and Technology das Feuer auf ihre Kollegen. Die Fakultätsangehörigen Gopi K. Podila, Maria Ragland Davis und Adriel Johnson wurden getötet, drei weitere Personen verletzt.

## Sport
Die Sportteams der UAH sind die Chargers. Die Hochschule ist Mitglied der Gulf South Conference (East Division). Das Eishockeyteam spielte bis 2021 in der Western Collegiate Hockey Association.